# Century Pacific Food
Pour les articles homonymes, voir Century et Pacific.
Century Pacific Food est une entreprise agroalimentaire philippine fondée en 1978. Il a son siège à Pasig.

## Histoire
Après trois années de recherches et d’études diligentes, la Century Canning Corporation (CCC) a été créée en 1978. Il s’agissait d’une pionnière dans l’industrie de la conserverie de thon, axée principalement sur la transformation et l’exportation de l’abondante réserve de thon dans les eaux philippines.
En 1983, Century Canning Corporation était déjà devenue l'une des plus grandes conserveries de thon des Philippines, exportant et expédiant des centaines de conteneurs aux États-Unis, en Europe et dans le reste du monde. En 1986, son produit phare, Century Tuna, a été introduit. C'est ainsi qu'a commencé le long et sinueux parcours de l'éducation qui a débouché sur un marché philippin modeste mais en croissance pour le thon en conserve.
En 1995, Po a décidé d'appliquer la discipline, la conscience des coûts et la compétitivité de l'industrie de la transformation du poisson à la transformation de la viande grâce à la création de Pacific Meat Company Inc. (PMCI). Il a lancé la marque argentine de conserves de bœuf en conserve.
Columbus Seafoods Corporation (CSC) a été créée entre 1998 et 1999 pour exploiter l’activité de conserves de sardines à partir d’une usine nouvellement construite à Zamboanga.
En 1999, General Tuna Corporation (GTC) a été constituée afin de poursuivre les activités d’exportation de thon en conserve à partir d’une toute nouvelle usine située à General Santos.
En 2001, la société a relancé la marque de lait Birch Tree en lançant le lait en poudre complet Birch Tree. En 2003, Angel Milk a intensifié son incursion dans le secteur du lait. Les deux marques appartiennent à la Snow Mountain Dairy Corporation (SMDC). En 2008, Snow Mountain est devenue la deuxième plus grande entreprise de lait liquide aux Philippines et continue de se diversifier dans des catégories d'aliments nouvelles et en croissance, telles que le café 3 en 1 (marque Kaffe de Oro), la crème à café (Angel) et le mélange à soupe Sinigang (Tamarind). (Fierté à la maison).
En 2009, avec le succès du filet Bangus Century Gourmet, la gamme de produits surgelés de la marque Century Quality a été introduite et correspond également à l'objectif commun de CPG de "nourrir et ravir tout le monde, tous les jours, partout", PMCI a lancé son entrée dans le secteur Fresh Processed. Catégorie viandes en novembre 2009 sous les marques Argentina et Wow.
En novembre 2012, le groupe a acquis la marque de viandes transformées Swift de RFM Corporation.
En 2014, Century Pacific Food Inc. (CPFI) a été créée pour consolider ses activités de conserves.
En 2017, la CNPF a acquis le détenteur de licence philippin de Hunt's auprès d'Universal Robina.

## Marques
- 555
- Angel
- Argentina
- Birch Tree
- Blue Bay
- Century Quality
- Century Tuna
- Fresca
- Home Pride
- Hunt's - sous licence de Conagra Brands[3],[4]
- Kaffe de Oro
- Lucky 7
- Proteus
- Shanghai
- Swift
- Wow